# Пожарная каланча на Уктусской (Екатеринбург)
Пожарная каланча на Уктусской (ныне — улица 8 марта) — утраченная наблюдательная башня в историческом центре Екатеринбурга, вблизи от завода.

## Описание
Каланча находилась, примерно, на месте нынешней входной группы станции метро «Площадь 1905 года» на нечётной стороне улицы 8 марта. Служила как наблюдательный пост при пожарной части. Первый подобный объект в городе. Была введена в эксплуатацию в связи с императорским указом 1857 года, согласно которому Екатеринбург вошёл в список городов, где было обязательным наличие квалифицированной пожарной команды, соответствующей населению города. Башня являлось одной из доминант как Уктусской улицы, так и района вокруг Екатеринбургского завода.

## Галерея

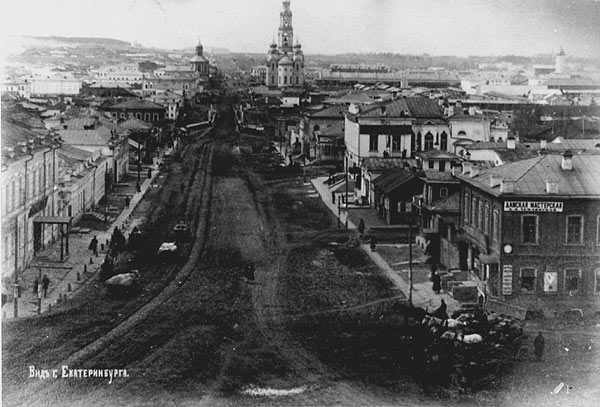
Вид на Покровский проспект (улица Малышева) с Костёла Святой Анны. Пожарная каланча справа в дальнем углу.